# Rödfärg

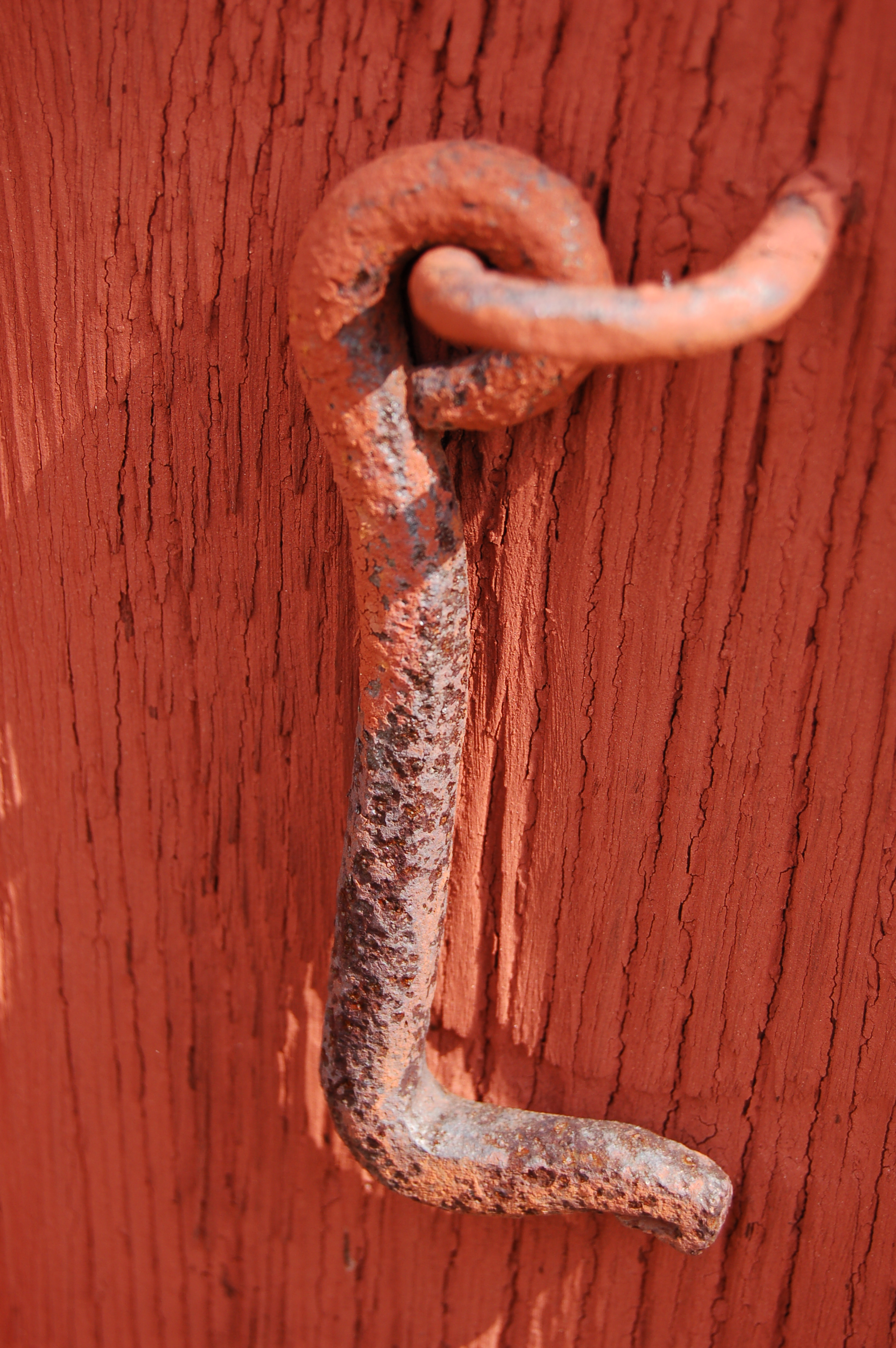

Rödfärg syftar dels på röda järnoxidpigment som utvunnits ur slaggprodukter från gruvor eller mineralhantering, dels på en målningsprodukt av slamfärgstyp som tillverkas av sådant rödfärgspigment. Rödfärgspigment tillverkades förr på många platser i Sverige. Även idag finns flera producenter, men huvuddelen av dagens svenska rödfärgspigment härrör från Falu koppargruva och säljs som slamfärg under det inregistrerade varumärket Falu rödfärg. Röd slamfärg har, till skillnad från motsvarande material i andra kulörer, länge varit vanlig i Sverige och därmed har ordet rödfärg blivit etablerat inom byggande och byggnadsvård. År 2001 konstaterade marknadsdomstolen att ordet rödfärg bara får användas för slamfärgsprodukter med järnoxidpigment och inte för röd målarfärg i allmänhet.

## Rödfärgspigment
Rödfärgspigmentet tillverkas av järnockra, som från början är gult, men vid upphettning omvandlas till röd järnoxid.   Från 1500-talet och framåt har man producerat rödfärgspigment av järnhaltigt gruvslagg eller av reser från framställning av till exempel alun eller svavel. Den tidigaste kända organiserade produktionen skedde vid Dylta bruk i Närke. Vid 1800-talets mitt var de två stora tillverkarna Dylta bruk och Falu koppargruva, som båda producerade ungefär lika mycket rödfärg. Dessutom fanns rödfärgsverk i bland annat  Andrarums alunbruk, Möckleby, Öster Silvbergs gruva och Garphyttan..
Rödmull eller rödmylla är det finlandssvenska namnet på själva pigmentet, men kan också syfta på dess råvara i form av vittrade högar av kopparfattig malm. Den innehåller förutom koppar även limonit eller järnockra, kiselsyra och zink. Kiselsyran anses ofta ge en något konserverande egenskap, och man har också tillsatt järnvitriol som ansetts kunna bevara träet. Denna effekt av järnvitriol framhölls bland annat av Kungliga Vetenskapsakademien på 1760- och 1770-talen, men idag är både kiselsyrans och järnvitriolens träbevarande egenskaper omstridda.
Rödmullen tvättas och siktas varpå den bränns till önskad kulör. Järnockra är från början gult, men blir rött efter upphettning för att sist malas till ett finkornigt pulver. Ju högre temperaturen är och ju längre materialet bränns desto mörkare blir det. Rödfärgspigment kan därför tillverkas med olika röda nyanser, och med i princip samma process kan man tillverka pigment i en skala från gult över rött och brunt till svart.
Så länge man inte kunde styra bränningsprocessen i detalj, och det dessutom fanns många rödfärgsverk, kunde rödfärgspigmenten variera ganska mycket i kulör, från ganska starkt orangerött till mörkare och mera beskuggat rött och brunrött. Under 1900-talet har variationen minskat. Rödfärgstillverkningen vid Dylta bruk upphörde 1941. Vid Falu gruva byggde man 1922 om brännugnarna så att man fick större kontroll över brännprocessen, och sedan dess marknadsförde man två tydligt olika pigment, ett ljusare och ett mörkare. År 1975 brann rödfärgsverket, och när man återupptog produktionen begränsade man sig till det mörkare pigmentet. 1988 lanserades åter ett ljusare rödfärgspigment som komplement till det mörkare, och därmed finns idag möjligheten att återskapa något av tidigare tiders variation hos rödfärgade hus.
Rödfärgspigmentet används idag nästan uteslutande i slamfärg. Under 1500–1700-talet användes det i stället i trätjära, linolja eller tran.

## Den röda slamfärgen
Ursprungligen såldes rödfärgspigmentet i form av torrpigment som revs ihop (färgrivning) med det bindemedel man ville använda. Fram till 1700-talet var trätjära det vanligaste bindemedlet, och rödfärgstjäran användes framför allt på tak och på ändträ och andra särskilt utsatta byggnadsdelar. På 1700-talet ansågs bristen på virke vara ett av landets största nationalekonomiska problem och eftersom produktionen av trätjära krävde stora mängder med virke tog Kungliga Vetenskapsakademien initiativ till att övergå från rödfärgstjära till röd slamfärg gjord på rågmjölsklister. Man framhöll slamfärgens goda träbevarande egenskaper som ytterligare ett sätt att spara virke, och påpekade också att slamfärgade väggar inte brinner lika lätt som tjärade.
Slamfärg består i sin renaste form av pigment uppslammat i ett klister gjort på råg- eller vetemjöl. Ofta har man dessutom tillsatt andra organiska ämnen för att förstärka bindemedlet. Traditionellt har rödfärgen kokats och förts på av rödfärgsgubbar, som inte behövde ha samma kunskaper som specialiserade skråanslutna målare. De hade ofta sina egna recept och kunde förstärka färgen med sådant som tran, sillake eller urin.
Från 1920-talet började vissa färgfabrikanter att tillverka färdigkokt rödfärg på burk, men den fick inget större genomslag och de flesta fortsatte att koka egen rödfärg. På 1950-talet introducerades en färdigkokt rödfärg i pulverform, men den försvann från marknaden kring 2010. Idag säljs nästan all rödfärg färdigkokt på burk, men för den som vill koka själv går fortfarande att få tag på rent pigment och en mängd olika recept.
Slamfärgen skiljer sig från andra färgtyper genom att ge en matt yta. När den innehåller kiselsyra får den en alldeles speciell lyster genom silikatkristaller som bryter och reflekterar ljuset. Den färdigmålade ytans kulör beror delvis på pigmentet, men också på underlaget, till exempel typ av virke. Genom att färgskiktet släpper igenom vatten ändras kulören tydligt när ytan blir blöt. Färgen åldras genom att gradvis vittra bort från ytan, samtidigt som den ofta blir mörkare röd genom inverkan av solljuset. Tidigare gjordes rödfärgningen alltid för hand med stora borstar, men idag finns också möjlighet att spruta på rödfärgen.
Sedan det senare 1900-talet har det lanserats färgmaterial som inte är slamfärger men som efterliknar den röda slamfärgens kulör och matta yta. År 2001 konstaterade marknadsdomstolen att beteckningen rödfärg inte får användas för sådana produkter, utan ska vara reserverat för slamfärg.
Den rödfärg som finns idag härrör oftast från Falu koppargruva. Den kokas av pigment från rödfärgsverket vid gruvan enligt ett specificerat recept som garanteras genom varumärket Falu Rödfärg. Falu Rödfärg är en slamfärg som innehåller 8 % linolja. Rödfärg från andra tillverkare använder andra liknande pigment och kan innehålla mellan 0 och 20 % linolja.

### Recept
Exempel på recept:
- Slutet av 1800-talet: 71% vatten, 5,2% rågmjöl, 19% rödfärgspigment, 4,8% järnvitriol.
- Slutet av 1900-talet: 68% vatten, 5% vetemjöl, 18% rödfärgspigment, 8% linolja, 1% järnvitriol, 0,1-0,2% emulgeringsmedel, 0,01-0,05% fungicid.[24]

## Användning, status, symbolik

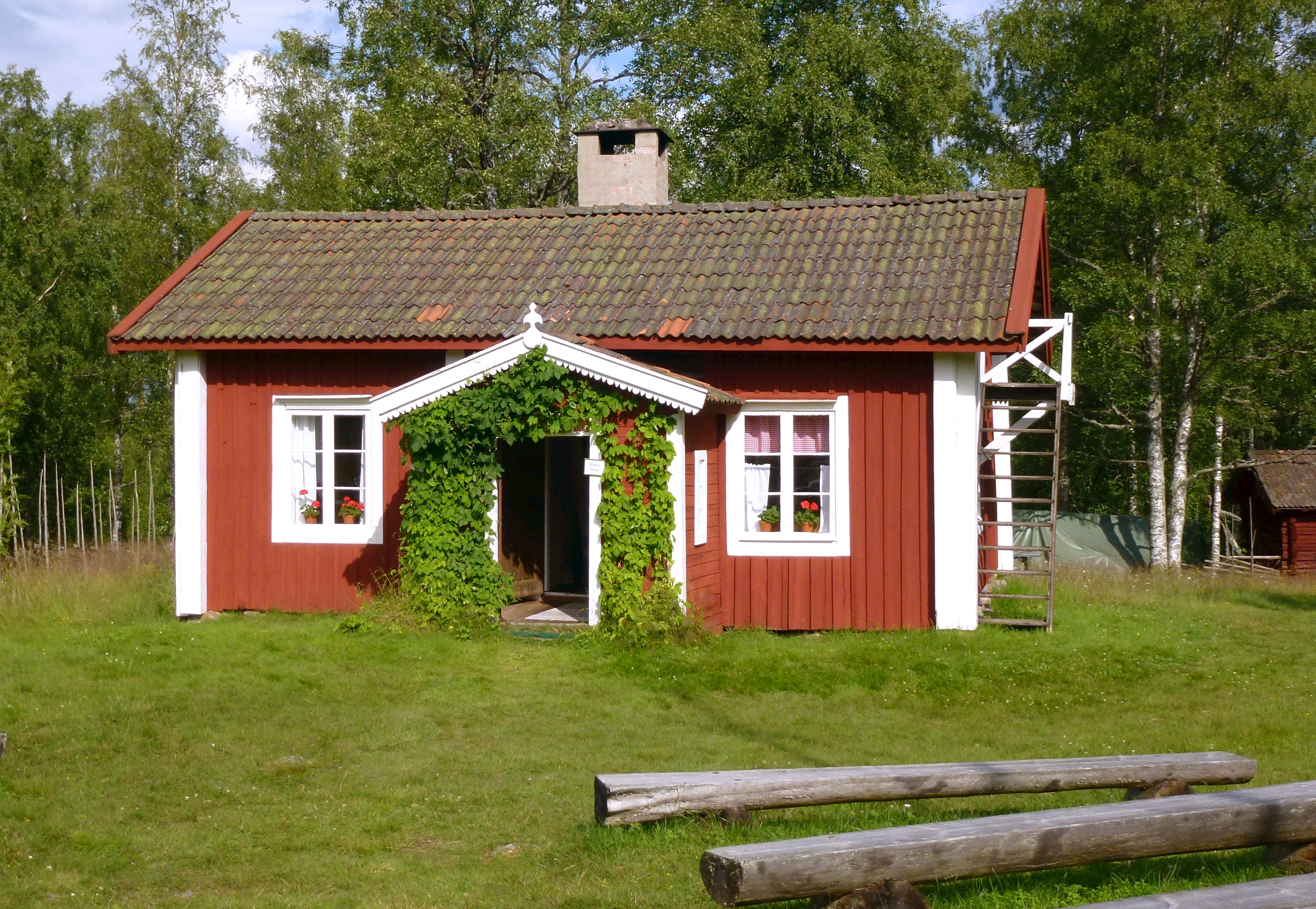
Dan Anderssons torp Luossastugan, 2012

Röd färg användes redan på vikingatiden för att förtydliga runstenarnas reliefer. Under den sena medeltiden ströks många gråstenskyrkor med röd kalkfärg för att efterlikna det exklusiva byggnadsmaterialet tegel. De pigment som användes för detta behöver dock inte vara det som idag menas med rödfärgspigment. År 1573 finns en direkt hänvisning till rött pigment från Falu gruva. Johan III uppmanar då Anders Målare att måla taken på Stockholms slott röda med hjälp av ”gruvkli” från Kopparberget, med tjära, linolja eller tran som bindemedel. Tanken var att de skulle efterlikna de dyrare kopparplåtstaken. Påkostade byggnader fick sedan oftast rödmålade spån- och plåttak ända fram till 1700-talets slut.
Under 1600-talet var besuttnas rödfärgade hus tecken på rikedom. Förebilden var senrenässansens röda tegelbyggnader från centrala Europa. Redan i slutet av 1700-talet hade rödfärgen tappat sin social status hos de högre stånden. De övergick till att måla sina hus med dyrare gul oljefärg, inspirerade av Frankrikes gula sandstenshus. Först på 1860-talet slog rödfärgen igenom mer allmänt på landsbygden, och då i form av slamfärg. Röda hus blev då återigen en klassmarkör, fast nu för allmogen. Innan dess var deras hus som regel omålade.
Orden faluröd och falurött har funnits i svenska språket sedan 1889. Under 1900-talet, efter att hemmakokeriet minskat och kulören blivit allt enhetligare i Sverige, har Falu rödfärg i allmänt språkbruk kommit att användas som synonymt med järnockrabaserad färdigkokad röd målarfärg i allmänhet. Facklitteratur och måleribranschen skiljer dock mellan varumärket Falu Rödfärg och det mer generella begreppet rödfärg. Falurött används också som kulörbeteckning för färgmaterial som inte är slamfärger, exempelvis i färgfabrikanternas egna färgkartor.
Sedan början av 1900-talet har den röda stugan blivit till en symbol för den svenska landsbygden, ofta romantiserad. Exempel finns i sångtitlar som "Röda stugor tåga vi förbi", "Röd lyser stugan" och "I en röd liten stuga".
I Finland finns en rödfärgstradition som motsvarar den i Sverige, något som åtminstone delvis förklaras av att de fram till 1809 var ett och samma land. I senare tid har export av rödfärg förekommit till bland annat Ryssland, Frankrike, Tyskland, Finland, Chile och Kanada.